# Sanatorne
Sanatorne (în ucraineană Санаторне) este o așezare de tip urban din orașul regional Ialta, Republica Autonomă Crimeea, Ucraina. În afara localității principale, nu cuprinde și alte sate.

## Demografie
Componența lingvistică a așezării de tip urban Sanatorne
     Rusă (87,57%)
     Ucraineană (10,36%)
     Alte limbi (0,57%)
Conform recensământului din 2001, majoritatea populației așezării de tip urban Sanatorne era vorbitoare de rusă (87,57%), existând în minoritate și vorbitori de ucraineană (10,36%).